# Villa di Diomede
La villa di Diomede è una villa suburbana di epoca romana dell'antica Pompei; è ubicata fuori le mura cittadine, nei pressi di porta Ercolano degli scavi archeologici di Pompei, nell'agro pompeiano.

## Storia
Vasto complesso residenziale, fu uno dei primi edifici scavati a Pompei tra il 1771 ed il 1774 da Francesco La Vega. La lussuosa domus è attribuita a Marco Arrius Diomedes, la cui tomba si trova di fronte l'ingresso della villa. Grazie all'eccellente stato di conservazione e alla vicinanza all'ingresso nord della città, fu uno dei siti più visitati durante l'epoca del Grand Tour. È un'importante testimonianza dell'edilizia pompeiana, costruita con materiali reperiti sul posto, come i tufi calcarei, la schiuma di lava, il calcare del Sarno, i tufelli, il tufo grigio, il tufo giallo ed i laterizi legati con malta di calce idraulica ed inerti di origine vulcanica.
Nel 2022 la villa fu riaperta al pubblico alla fine dei lavori di restauro, che hanno riguardato il consolidamento delle volte, situate in quei locali in cui erano presenti decorazioni parietali o mosaici pavimentali e copertura degli stessi. Recupero di intonaci e dipinti murari, sostituzione di cancelli e balaustre, eliminazione di barriere architettoniche per permettere l'accesso ai visitatori disabili.

## Descrizione

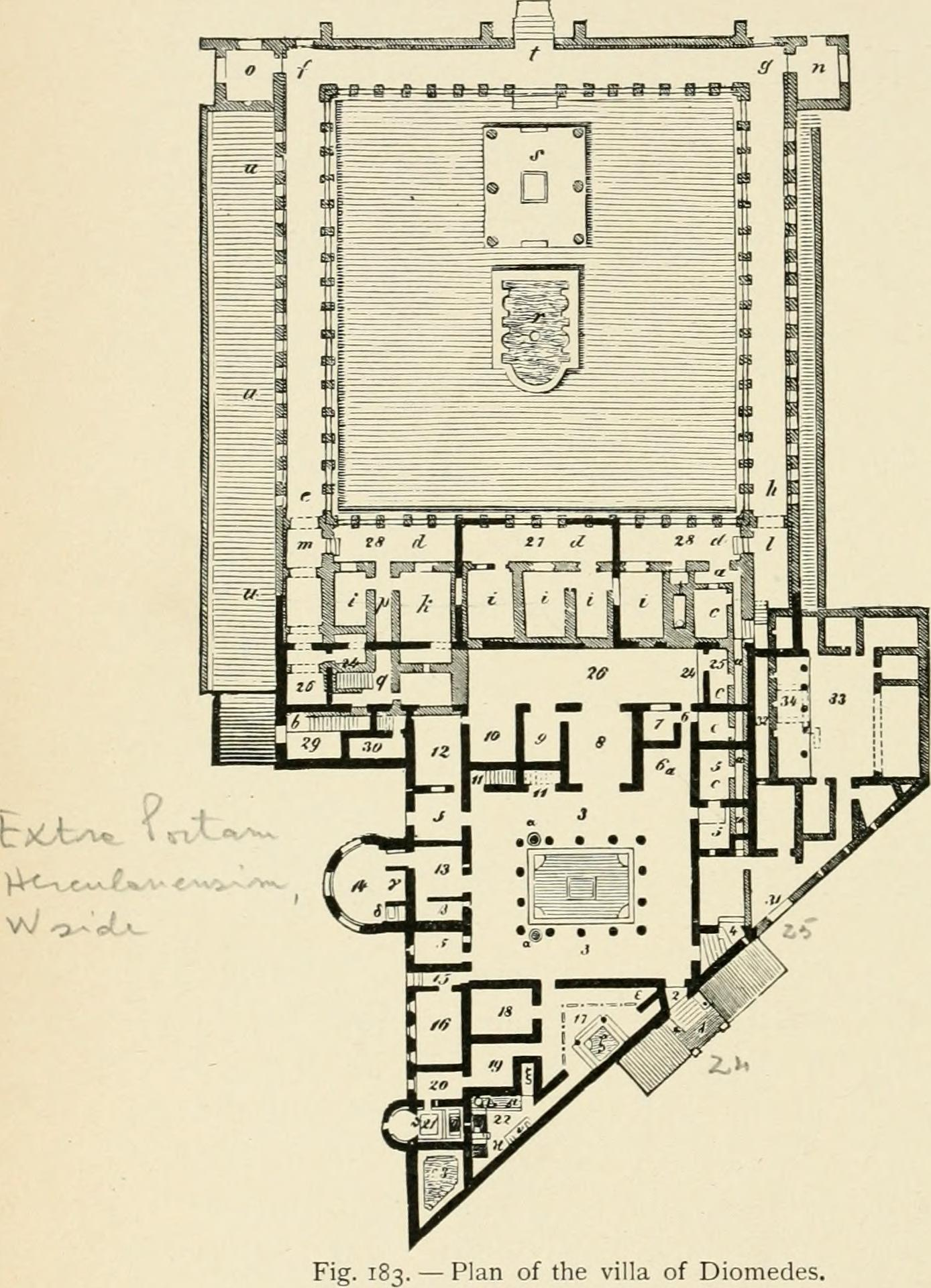
Planimetria

### Architettura
La villa si estende su di un'area di circa 3500 metri quadrati ed è strutturata su terrazzamenti degradanti verso il mare. Costruita in epoche diverse vi si sono stratificati diversi nuclei. Il primo è strutturato da ambienti diversi di soggiorno posizionati attorno al peristilio superiore, che attraverso una scala era possibile raggiungere il peristilio inferiore, ubicato più in basso e circondato da 17 colonne per lato, che ne racchiudevano il giardino, al cui centro è posta una piscina con delle nicchie rettangolari e con il lato settentrionale a forma di abside. Verso sud, c'é una terrazza sopraelevata con delle colonne in laterizio poste negli angoli. L’ultimo nucleo è dotato di un ampio criptoportico che funge da sostruzione per il giardino oltre che da deposito.

### Ritrovamenti
Nella villa furono rinvenuti circa 36 cadaveri. Uno di questi era in possesso di una custodia contenente monete del valore di 1356 sesterzi (dieci medaglie d'oro, 88 medaglie d'argento e nove di bronzo), risultando uno dei più ricchi ritrovamenti di denaro fatti in città. Inoltre aveva una chiave e portava al dito un anello d'oro. Nel seminterrato furono trovati gli scheletri di altre diciotto donne, servi e bambini, che probabilmente morirono soffocati dalle esalazioni di gas. Qui furono ambientati l'Arria Marcella (1852) di Théophile Gautier e il poema "Euphorion" di Ferdinand Gregorovius. La Maison Pompéienne di Parigi ne trasse ispirazione.